# Pärchenabend
Pärchenabend ist eine deutsche Filmkomödie von Leo Khasin aus dem Jahr 2024. Der Film wurde erstmals am 2. September 2024 im Fernsehprogramm des ZDF ausgestrahlt.

## Inhalt
Die drei Paare, Anne (Adina Vetter) und Philipp (Ken Duken), Nesrin (Carol Schuler) und Matze (Jacob Matschenz) sowie die Gastgeber Caro (Alwara Höfels) und Tarek (Serkan Kaya) treffen sich nach langer Zeit wieder zu einem gemeinsamen Abend. Ein Konflikt hatte die Clique entzweit. Keiner der Beteiligten hat wirklich Lust darauf, dennoch nehmen alle aus unterschiedlichen Gründen teil. Der Abend verläuft turbulent: Es kommt zu lautstarken Auseinandersetzungen und spätestens beim Dessert droht der Konflikt zu eskalieren.

## Hintergrund
Der Film basiert auf dem gleichnamigen Theaterstück von Alexandra Maxeiner, die auch das Drehbuch geschrieben hat. Während es im Theaterstück allerdings vor allem die Vorbereitung des Abends geht, erzählt der Film, was anschließend passiert.

## Rezeption
Der Film erzielte bei der Erstaufführung 3,06 Millionen Zuschauer und einen Marktanteil von 13,3 Prozent.
Oliver Armknecht widmet dem Film eine ausführliche Besprechung: Man würde sich wünschen, dass der Film aus diesem Stoff mehr gemacht hätte, als auf eine Mischung aus Klischees und Seifenoperverwicklungen zu setzen. Dank eines gut aufgelegten Ensembles verzeihe man jedoch die inhaltlichen Schwächen.